# Gabriel Soares
Gabriel Soares, né le 22 janvier 1997 à Foz do Iguaçu au Brésil, est un rameur italien de la catégorie des poids légers. Il fait partie de la section sport de la Marine italienne.

## Carrière
Gabriel Soares concoure au niveau international pour la première fois en 2015 aux Championnats du monde juniorsoù il prend une sixième place en quatre de couple. Un an plus tard, il participe en quatre de couple poids léger aux Championnats du monde U23 avec à la clé une médaille de bronze en finale avec Alfonso Scalzone, Edoardo Buoli et Davide Magni.
En 2017, il s'associe avec Antonio Vicino pour naviguer en deux de couple poids léger et les deux hommes remportent le titre aux Championnats du monde U23. Avec Alfonso Scalzone comme nouveau partenaire, il s'engage en deux de couple poids léger dans le circuit de la Coupe du monde d'aviron 2018 à Linz/Ottensheim : la paire franchit la ligne d'arrivée à la troisième place de la finale B et prennent la neuvième place au classement final. Le même bateau concoure aux Championnats du monde U23 où il remporte la médaille d'argent, trente-sept centième derrière les Espagnols.
En 2019, il revient en quatre de couple poids léger et participe aux Championnats d'Europe sénior avec Catello Amarante, Lorenzo Fontana et Alfonso Scalzone ; le quatre remporte le titre devant les bateaux des Pays-Bas et de la France. Lors de la deuxième Coupe du monde à Poznań, Niels Torre remplace Lorenzo Fontana et la nouvelle équipe remporte la Coupe du Monde. Ils participent aux Championnats du monde avec le même effectif qu'aux Championnats d'Europe avec une autre médaille, l'argent derrière les Chinois en finale A. Un an plus tard, il participe aux Championnats d'Europe 2020 avec Catello Amarante, Antonio Vicino et Patrick Rocek. Il réussit à défendre le titre en quatre de couple léger devant les bateaux allemands et autrichiens.
À partir de 2021, il opte pour le skiff poids léger : deux médailles d'argent aux championnat d'Europe, seulement battu par le Hongrois Péter Galambos dans l'édition 2021 et par le Grec Antonios Papakonstantinou dans l'édition 2022. Il prend sa revanche sur Papakonstantinou lors des mondiaux 2022 à Račice.
En 2023, Soares s'associe avec Stefano Oppo en deux de couple poids léger. Aux Championnats d’Europe 2023 à Bled, ils terminent deuxièmes derrière les Suisses. Trois mois plus tard, aux Championnats du monde à Belgrade, il ajoute une médaille de bronze à son palmarès déjà très riche. Cette dernière performance permet à l'Italie d'obtenir un quota olympiques pour participer aux Jeux olympiques d'été de 2024. La fédération retient la paire Oppo/Soares qui va remporter en Deux de couple poids léger sa série et sa demi-finale ; en finale A, ils doivent néanmoins concéder le titre à la paire irlandaise McCarthy/O'Donovan pour trois secondes mais passant devant les Grecs Gkaidatzis/Papakonstantinou à la photo-finish.

## Palmarès

### Jeux Olympiques
- 2024 à Paris,  France
  -  Médaille d'argent en deux de couple poids légers

### Championnats du monde
- 2019 à Ottensheim,  Autriche
  -  Médaille d'or en quatre de couple poids légers.
- 2022 à Račice,  Tchéquie
  -  Médaille d'or en skiff poids légers.
- 2023 à Belgrade,  Serbie
  -  Médaille de bronze en deux de couple poids légers.

### Championnats d'Europe
- 2019 à Lucerne,  Suisse
  -  Médaille d'or en quatre de couple poids légers.
- 2020 à Poznań,  Pologne
  -  Médaille d'or en quatre de couple poids légers.
- 2021 à Varèse,  Italie
  -  Médaille d'argent skiff poids légers.
- 2022 à Munich,  Allemagne
  -  Médaille d'argent skiff poids légers.
- 2023 à Bled,  Slovénie
  -  Médaille d'argent en deux de couple poids légers.
- 2024 à Szeged,  Hongrie
  -  Médaille d'argent en deux de couple poids légers.